# Откидач Володимир Миколайович
Володимир Миколайович Откидач (нар. 20 квітня 1948, Харків) — український мистецтвознавець, диригент, аранжувальник, викладач. Доктор мистецтвознавства (2008), професор (2012).

## Життєпис
Володимир Откидач народився 20 квітня 1948 року у Харкові. Музичну освіту здобував Харківському музичному училищі по класу скрипки, яке закінчив у 1967 році. Проходив строкову службу у складі військового оркестру в Східній Німеччині (1968–71). Потім здобував вищу освіту у Харківському державному інституті культури по класам Б. Козлова та О. Литвинова, який закінчив у 1976 році. Протягом 1976—1980 років працював у військовому оркестрі у Чехословаччині. З 1980 року працює викладачем, згодом професором, кафедри оркестрових інструментів Харківського інституту культури (з 1998 року Харківська державна академія культури). Наукові інтереси В. М. Откидача пов'язані з теорією та історією музичної естради, рок-музики. Під час роботи в академії захистив кандидатську дисертацію «Становлення оркестрового виконавства в Україні в контексті розвитку національної художньої культури» (науковий керівник — професор Василь Миколайович Шейко; 1997) та докторську дисертацію «Рок-музика як соціокультурне явище» (науковий консультант ― професор Іполит Васильович Зборовець; 2008). Одночасно з 2007 року керує народним вокальним ансамблем «Квітка» та зразковим вокальним ансамблем «Оберіг» при Дергачівському Будинку культури. Під його керівництвом ансамблі стали лауреатами багатьох міжнародних конкурсів естрадного виконавства в Україні, Білорусі, Росії, Молдові. Народний аматорський ансамбль «Квітка» виборов Гран-прі на Міжнародному фестивалі-конкурсі вокального мистецтва Cinta inima — 2016 («Серце співає — 2016»), що традиційно проходить у місті Аненій-Ной за підтримки Міністерства культури Республіки Молдова.
З 2014 року є членом Правління Творчої спілки «Асоціації діячів естрадного мистецтва України».
Нагороджений Почесною грамотою Харківської обласної державної адміністрації за внесок у розвиток української пісенної творчості, культури і мистецтва (2008). Отримав сертифікат Дергачівської райдержадміністрації та районної ради «Гордість культури».
Указом Президента України «Про призначення стипендій видатним діячам культури і мистецтва» від 15 листопада 2021 року було призначено дворічну стипендію.

## Науковий доробок

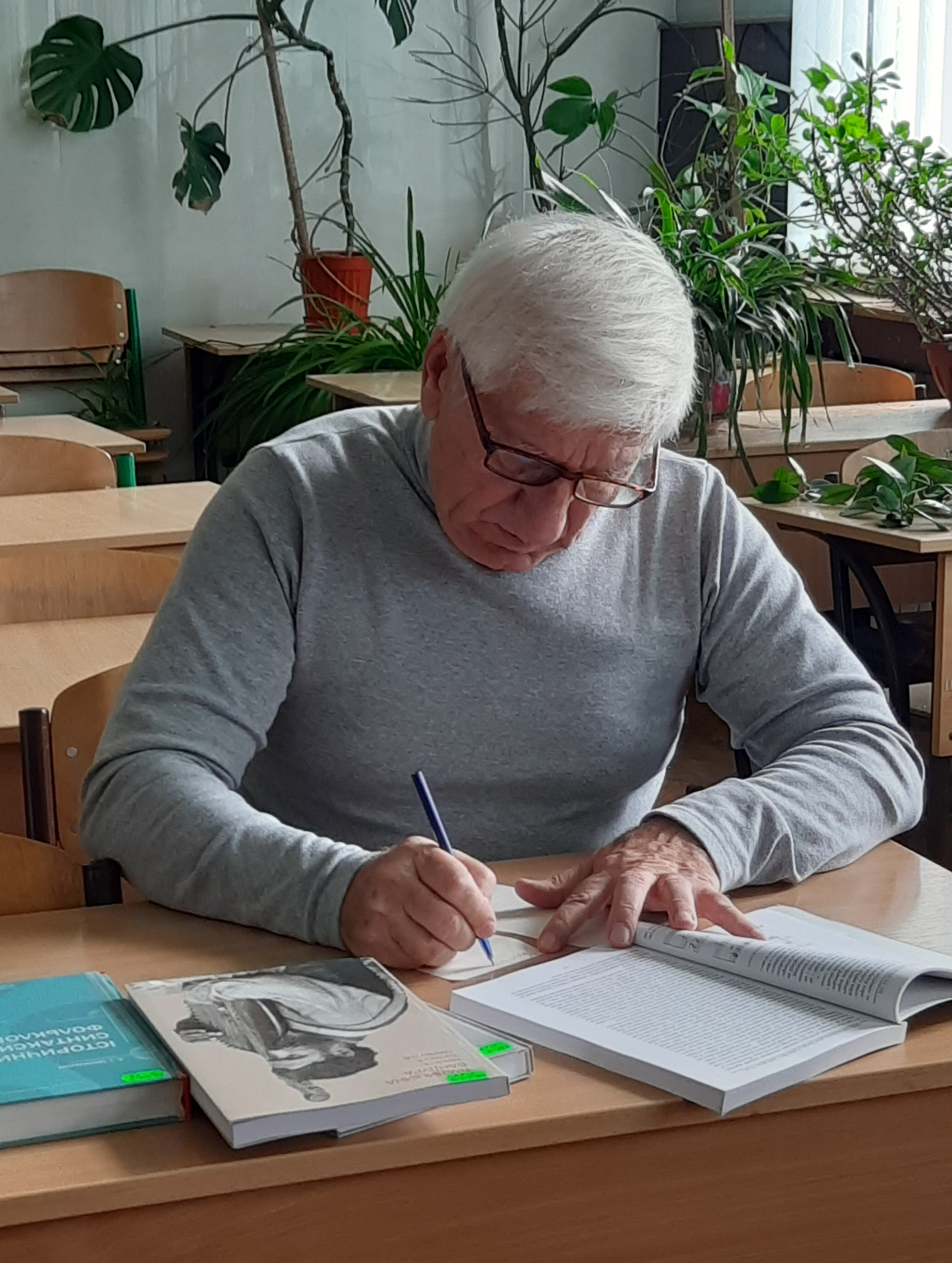
Откидач Володимир Миколайович за роботою в бібліотеці ХДАК

- Музична естрада: словник / [уклад. Откидач В. М.]. ― Харків: Вид. І. В. Якубенко, 2004. ― 445 с.
- Откидач В. М. Рок-музика і світовий художній процес: монографія / В. М. Откидач. ― Харків: ХДАК, 2005. ― 294 с.
- Откидач В. М. Естрадний спів: для керівників і виконавців / В. М. Откидач. ― Харків: АТОС, 2009. ― 123 с.
- Естрада: бібліогр. покажч. для студ. спец. «Муз. мистецтво» спеціалізацій «Естрад. спів» і «Муз. мистецтво естради» / уклад. В. М. Откидач. ― Харків: ХДАК, 2011. ― 101 с.
- Откидач В. М. Естрадний спів і шоу-бізнес: навч.-метод. посіб. / В. М. Откидач. ― Вінниця: Нова книга, 2013. ― 368 с.
- Откидач В. М. Історія та теоретичні основи диригування: навч.-метод. посіб. / В. М. Откидач. ― Харків: Форт, 2014. ― 134 с.
- Музика. Творчість. Естрада: бібліогр. покажч. / уклад. В. М. Откидач. ― Харків: ХДАК, 2016. ― 184 с.
- Популярна музика: енциклопед. слов. / авт.-уклад. В. М. Откидач. ― Харків: Лідер, 2018. ― 893 с.
- Откидач В. М. Методика роботи з оркестром: навч.-метод. посіб. / В. М. Откидач. ― Харків: ХДАК, 2019. ― 125 с.
- Музична естрада. У 4 т. Т. 1. Словник термінів / [авт.-уклад. В. Откидач]. ― Харків: Форт, 2019. ― 258 с.
- Музична естрада. У 4 т. Т. 2. Словник персоналій / авт.-уклад. В. Откидач. ― Харків: Лідер, 2020. ― 440 с.
- Музична естрада. У 4 т. Т. 3. Словник музично-театральних жанрів / авт.-уклад. В. Откидач. ― Харків: Лідер, 2021. ― 352 с.
- Музична естрада та джаз: бібліогр. покажч. / [авт.-уклад. В. Откидач]. ― Харків: Лідер, 2022. ― 228 с.
- Музична естрада: [підручник] / В. Откидач. — Харків: Міська друкарня, 2024. — 250 с.